# Gaúcho da Geral
Juliano Franczak conhecido como Gaúcho da Geral (Novo Hamburgo, 16 de julho de 1981) é um pecuarista, político e secretário de Estado brasileiro filiado ao Partido Social Democrático (PSD).

## Biografia
Franczak ganhou destaque por ir aos jogos do Grêmio na Geral (área atrás da goleira e sem cadeiras e frequentada por torcidas organizadas) do Estádio Olímpico Monumental e posteriormente a Arquibancada Norte da Arena do Grêmio, onde ele agita a Bandeira do Rio Grande do Sul atrás da goleira trajado do traje tradicionalista da Pilcha.
A criação da alcunha "Gaúcho da Geral", como é popularmente conhecido e é o nome que levou às urnas quando foi eleito, se confunde diretamente com a torcida Geral do Grêmio. O grupo surgiu em 2001 ao estilo barra-brava, importando o jeito de torcer tipicamente sul-americano, observado principalmente em torcidas argentinas e uruguaias, utilizando tirantes de cima a baixo atrás das goleiras nos estádios e entoando músicas inspiradas nas cúmbias, tocadas com murgas, repiques, bumbos e trompetes.
Juliano Franczak se tornou figura marcante no Olímpico Monumental, por se empoleirar sempre à frente da banda da geral com vestes gaúchas e bandeira do Rio Grande do Sul. Mesmo após se tornar político e deputado, Gaúcho da Geral continua seguindo o Grêmio em jogos na Arena e fora do Estado, ou mesmo do país.

## Carreira política

### Início na política
Na eleição municipal de Novo Hamburgo em 2016 concorreu para vereador no município de Novo Hamburgo pelo Solidariedade conseguindo 575 votos, não se elegendo, ficando como suplente.

### Deputado estadual
Nas eleições estaduais de 2018 foi eleito deputado estadual do Rio Grande do Sul na 55.ª legislatura, pelo Partido Social Democrático (PSD) com 43.012 votos.
Nas eleições estaduais de 2022 foi reeleito deputado estadual do Rio Grande do Sul na 56.ª legislatura, pelo Partido Social Democrático (PSD) com 32.717 votos.
Durante seus quase seis anos de Assembleia Legislativa, Juliano Franczak destacou-se pela marca de 91% de economia na verba de gabinete e nenhuma diária utilizada desde o início de seu mandato.

### Atuação parlamentar
Durante seus mandatos como deputado estadual, Gaúcho da Geral teve uma trajetória de projetos aprovados em diversas áreas, com destaque para esporte, defesa das mulheres e a pauta da liberação das bebidas alcoólicas nos estádios de futebol.
Entre seus principais projetos aprovados, destacam-se:
- Lei que cria e regulamenta casas de abrigo para mulheres vítimas de violência doméstica e familiar no Rio Grande do Sul, seu primeiro projeto aprovado na Assembleia Legislativa.[7]

- Lei que declara como integrante do Patrimônio Histórico e Cultural do Estado o ofício de Guasqueiro.[6]

- Lei que institui o Programa Futebol para Todos no Estado do Rio Grande do Sul, destinando 5% dos ingressos a torcedores de baixa renda dos clubes, não sócios, inscritos em um cadastro geral do governo gaúcho, que pagariam 20% do valor total.[2]

Além destes, o deputado também apresentou outros projetos relacionados à proteção das mulheres, como:
- Projeto que propõe a obrigatoriedade para que bares, restaurantes e casas noturnas adotem medidas de auxílio às mulheres que se sintam em situação de risco.[7]

- Projeto que propõe a isenção da taxa no transporte intermunicipal, para que mulheres vítimas de violência possam retornar para o município de origem, ou casa de familiares, sem custos.[7]

- Projeto "RS por elas", que propõe o ensino de técnicas de defesa pessoal para as vítimas atendidas nas Delegacias Especializadas e em órgãos similares.[7]

### Defesa da liberação de bebidas nos estádios
Desde sua primeira campanha ao Parlamento gaúcho, Gaúcho da Geral carregava a bandeira da liberação das bebidas nos estádios. No final de 2018, a Assembleia aprovou um projeto do deputado Gilmar Sossella (PDT) que pautava a liberação, mas o texto foi vetado pelo recém-empossado governador Eduardo Leite no início de 2019.
Durante seu primeiro mandato, no final de 2021, Juliano Franczak apresentou uma nova iniciativa neste sentido, junto a um grupo de deputados, mas a proposta não avançou. Na atual legislatura, voltou a protocolar um projeto visando flexibilizar a restrição, buscando permitir a comercialização e o consumo exclusivamente de bebidas cuja gradação alcoólica não exceda a 14% - geralmente, cervejas e vinhos se classificam neste teor.

### Secretário de Esporte e Lazer
Em 17 de outubro de 2024, Gaúcho da Geral foi nomeado secretário de Esporte e Lazer do Rio Grande do Sul pelo governador Eduardo Leite, assumindo a pasta no lugar de Danrlei de Deus, deputado federal do mesmo partido.
Ao assumir o cargo, o novo secretário afirmou: "Nosso maior desafio, alinhado com o Governador Eduardo Leite, é focar na reconstrução do Estado. Vamos trabalhar intensamente para reconstruir os equipamentos de infraestrutura esportiva e de lazer nas cidades atingidas pelas enchentes".
Entre suas prioridades como secretário, Gaúcho da Geral pretende intensificar os investimentos em infraestrutura esportiva e em programas que busquem integrar os jovens ao esporte como forma de inclusão social e combate à criminalidade. Além disso, a pasta deve trabalhar em conjunto com outras áreas do governo para garantir que as ações de esporte e lazer também contribuam para o desenvolvimento econômico e turístico do estado.
Com a nomeação de Gaúcho da Geral para o cargo de secretário, sua vaga na Assembleia Legislativa foi ocupada por Dimas Costa (PSD).

## Desempenho eleitoral
| Ano  | Eleição                       | Cargo             | Partido       | Nº    | Votos        | Resultado |
| ---- | ----------------------------- | ----------------- | ------------- | ----- | ------------ | --------- |
| 2016 | Municipal de Novo Hamburgo    | Vereador          | Solidariedade | 77555 | 575 votos    | Suplente  |
| 2018 | Estadual do Rio Grande do Sul | Deputado Estadual | PSD           | 55555 | 43.012 votos | Eleito    |
| 2022 | Estadual do Rio Grande do Sul | Deputado Estadual | PSD           | 55555 | 32.717 votos | Reeleito  |